# Canadá nos Jogos Olímpicos de Verão de 1984
O Canadá participou dos Jogos Olímpicos de Verão de 1984 em Los Angeles, na Estados Unidos. Conquistou dez medalhas de ouro, dezoito de prata e dezesseis de bronze, somando quarenta e quatro no total. Ficou na sexta posição no ranking geral.